# Frequenzillusion
Frequenzillusion, auch bekannt als Baader-Meinhof-Phänomen, ist eine kognitive Verzerrung mit der Tendenz, etwas vermeintlich häufiger zu bemerken, nachdem es das erste Mal aufgefallen ist, was zum Glauben führt, dass das Betreffende auf einmal häufiger auftritt. Die Illusion ist ein Resultat von erhöhtem Bewusstsein einer Phrase, Idee oder eines Objekts, zum Beispiel ein Lied öfter zu hören oder plötzlich überall rote Autos zu sehen.
Der Name „Baader-Meinhof-Phänomen“ wurde 1994 von einem Benutzer eines Onlineforums geprägt, der, nachdem er einmal den Namen der deutschen Terroristengruppe Baader-Meinhof kannte, diesen immer öfter bemerkte und über seine Erfahrung im Forum schrieb. Dies führte dazu, dass andere Leser des Forums von ihren eigenen Erfahrungen mit diesem Phänomen berichteten, was wiederum zu dessen Anerkennung führte.
Erst im Jahr 2005, als Arnold Zwicky, Professor für Linguistik an der Stanford University, über diesen Effekt auf seinem Blog berichtete, wurde der Name „Frequenzillusion“ geprägt.